# زارعة الألغام نصرت

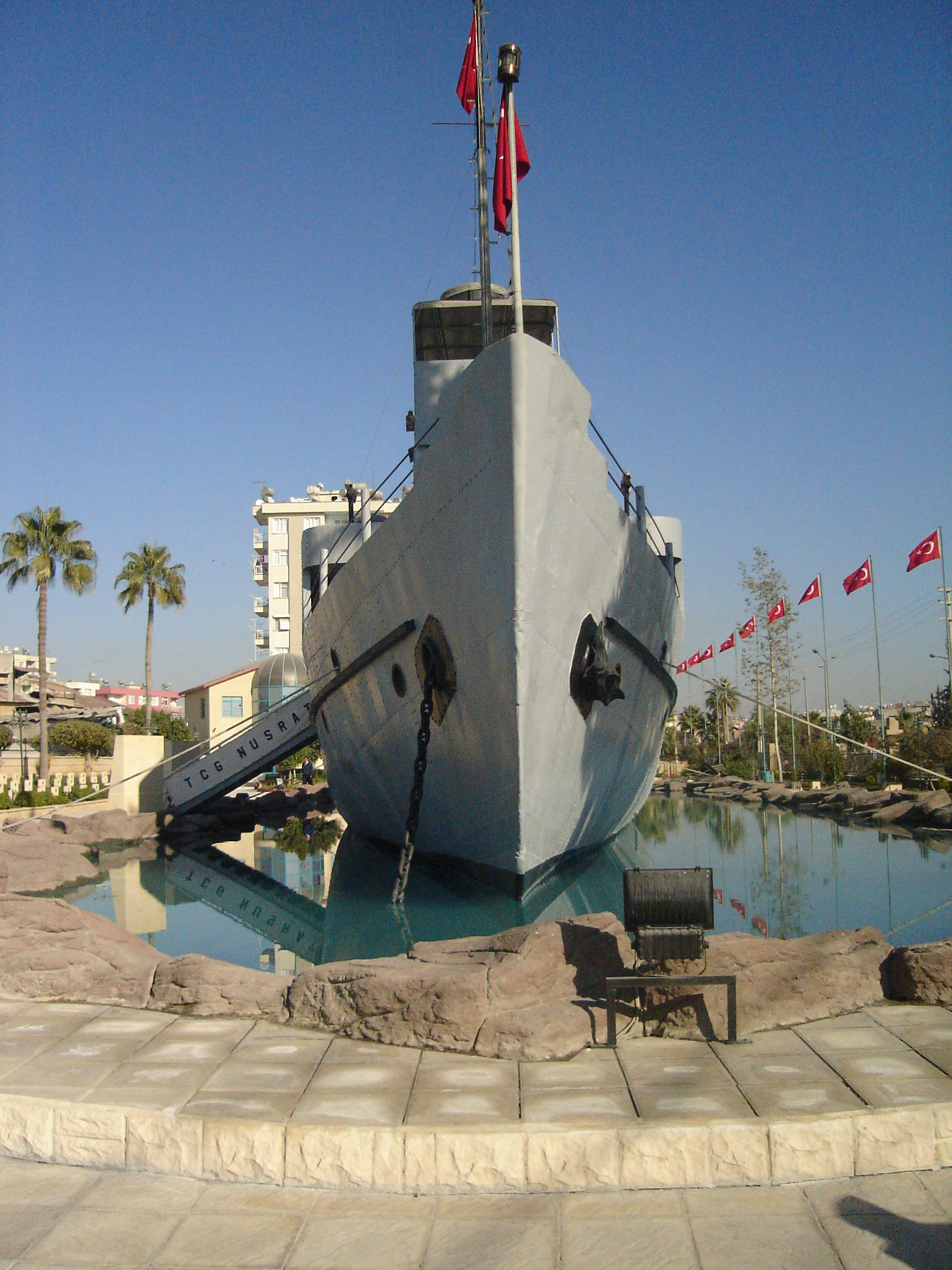
زارعة الألغام نصرت

زارعة الألغام نصرت (بالتركية:Nusrat Mayın Gemisi) هي سفينة بحرية تابعة للبحرية العثمانية، صنعت بواسطة فريدريش كروب في ميناء كيل في ألمانيا، في عام 1911 لحساب الدولة العثمانية ودخلت الخدمة في البحرية العثمانية عام 1913. شاركت في معارك الدردنيل بصفة زارعة الغام، كما قامت لاحقا بأداء أدوار متعددة في البحرية التركية، فبين الأعوام 1927 و 1937 عملت بصفة زارعة الغام ثم سفينة غطس حتى عام 1939 ثم أصبحت سفينة خدمة واتصال اعتبارًا من 1939 حتى خروجها من الخدمة في البحرية التركية عام 1955.

## المواصفات
يبلغ طول السفينة 40.2 متر وعرضها 7.5 متر وارتفاعها 3.4 متر بإزاحة تبلغ 365 طن. مزودة بمحركين ذات 3 اسطوانات بقدرة كلية 1200 حصان، وبزوج من المراجل البخارية، سرعة السفينة 12 عقدة أو 22 كيلومتر في الساعة. عند دخولها الخدمة كانت مسلحة بمدفعين من عيار 47 ملم سريع الرمي و 40 لغما بحريا. في عام 1927 اعيد تجهيزها بمدفعين 57 ملم سريع الرمي و60 لغما بحريا.

## في العهد العثماني
ادخلت نصرت إلى البحرية العثمانية في 1913 تحت قيادة الملازم إسماعيل حقي. لعبت السفينة دورا محوريا اثناء حملة جاليبولي في الحرب العالمية الأولى. ففي إحدى ليالي اذار من العام 1915 زرعت نصرت 26 لغما في خط غير متوقع في مضيق الدردنيل، حين هاجمت سفن الحلفاء المضائق في يوم 18 اذار 1915 تسببت هذه الالغام في غرق البارجة إتش إم إس إريزيستابل (1898) وسفينة البحرية الملكية البارجة المحيط (1898) والبارجة الفرنسية بوفيه (1898) فيما تضرر طراد المعركة البريطاني انفلكسبل (1907) بشكل كبير.

## في عهد الجمهورية التركية
بعد الحرب العالمية الأولى قبعت السفينة في إسطنبول إلى العام 1926/1927 عندما اعيد تجديدها بواسطة شركة صناعة السفن التركية Gölcük وعملت بصفتها زارعة للالغام. في العام 1937 غير اسمها ووظيفتها لتصبح سفينه الغطس «ياردم». في عام 1939 اعيدت تسميتها بـ«نصرت» ولعبت دور سفينة خدمة واتصال إلى العام 1955 عندما اخرجت من الخدمة وارسلت إلى الخزن بغرض تحويلها إلى سفينه متحف ولكن في العام 1962 بيعت إلى مستثمرين تجاريين وجردت من صفتها العسكرية وغير اسمها ليصبح «القبطان نصرت». عدلت لتعمل كسفينة شحن اعتبارا من العام 1967 حتى غرقها في العام 1989 بالقرب من ميناء مرسين. ظلت نصرت قابعة في قعر البحر المتوسط لعشر سنوات.

## سفينة متحف
في عام 2002 استحوذت بلدية طرسوس في ولاية مرسين على بقايا السفينة لغرض اصلاحها واستخدامها كمتحف، افتتح في العام 2008.
كما قامت شركة صناعة السفن التركية Gölcük بصناعة نسخة من السفينة، ووضعت للعرض في مضائق الدردنيل جنبا إلى جنب مع أنواع الالغام التي زرعتها في الحرب العالمية الأولى. في اذار من العام 2011 دخلت الخدمة في البحرية التركية بصفتها الحالية كسفينة المتحف N-16.
‌